# Pigeon King
Pour les articles homonymes, voir King.
Le King est une race de pigeon domestique originaire des États-Unis. Élevé aussi bien pour sa viande que comme oiseau d'ornement, il appartient au groupe des pigeons type poule.

## Étymologie
Il est nommé King en raison de son allure. Ce mot signifie « roi » en anglais.

## Origine
Race d’origine américaine, elle est créée aux alentours de 1890 par un éleveur du New Jersey,. Elle est issue de sélection par croisements de pigeons Romain (pour sa taille), Poule Maltais (plus compact), Homer (un voyageur pour sa vivacité) et Duchesse (pour sa grâce),,.

## Description
De la taille d'une petite poule de tenue altière et bien droit sur ses pattes, il peut atteindre un poids d'un kilogramme. Différentes robes sont acceptées, mais il s'est d'abord fait connaître par son plumage entièrement blanc.

### Standard de la race
Mesures, :
- hauteur : 29,8 cm
- largeur : 14 cm
- longueur : 24,1 cm
- profondeur : 11,4 cm
- poids : entre 850 et 1 050 gr
- couleur de plumage : diverses couleurs acceptées

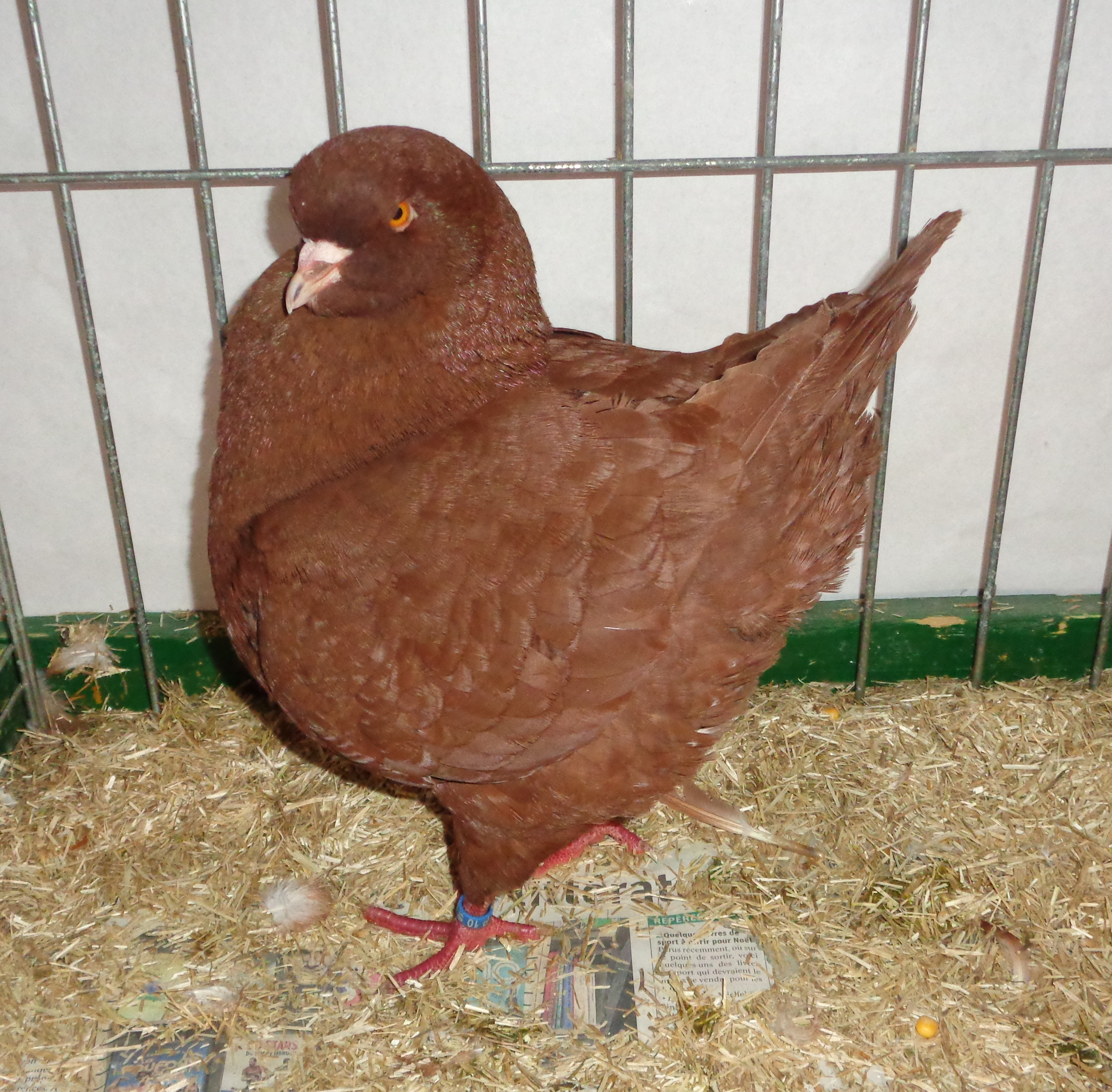
King rouge
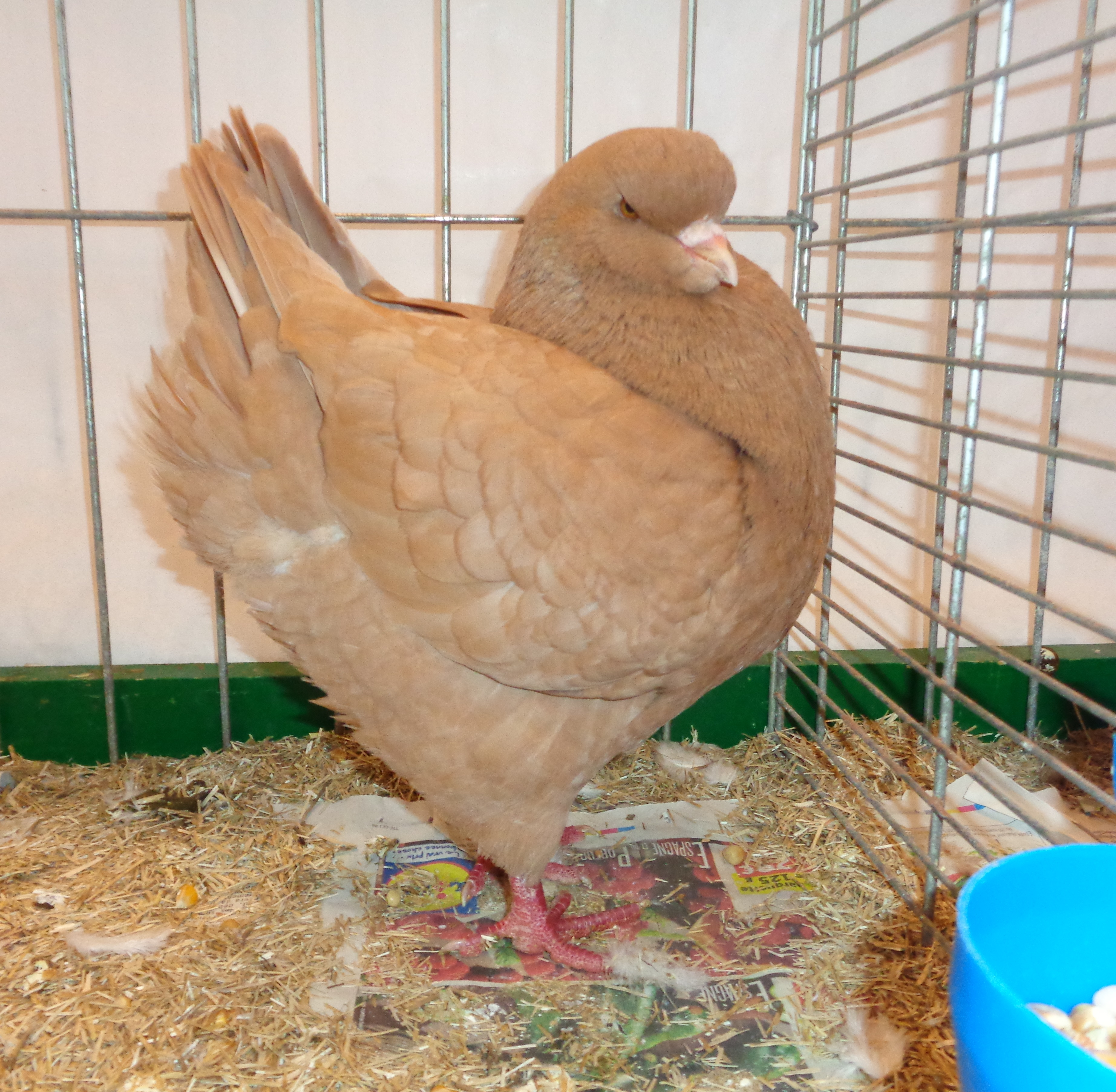
King jaune
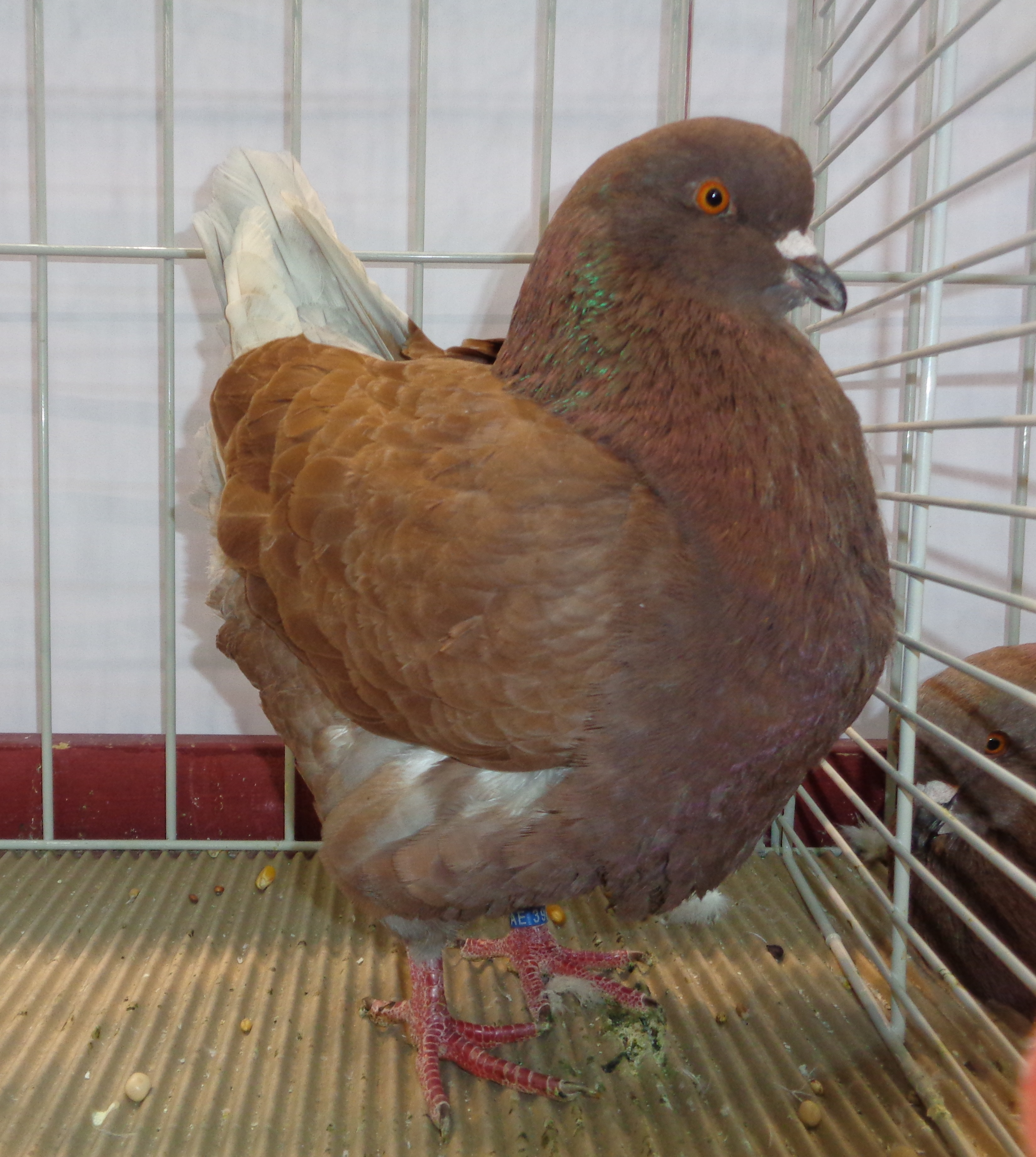
King rouge cendré écaillé foncé
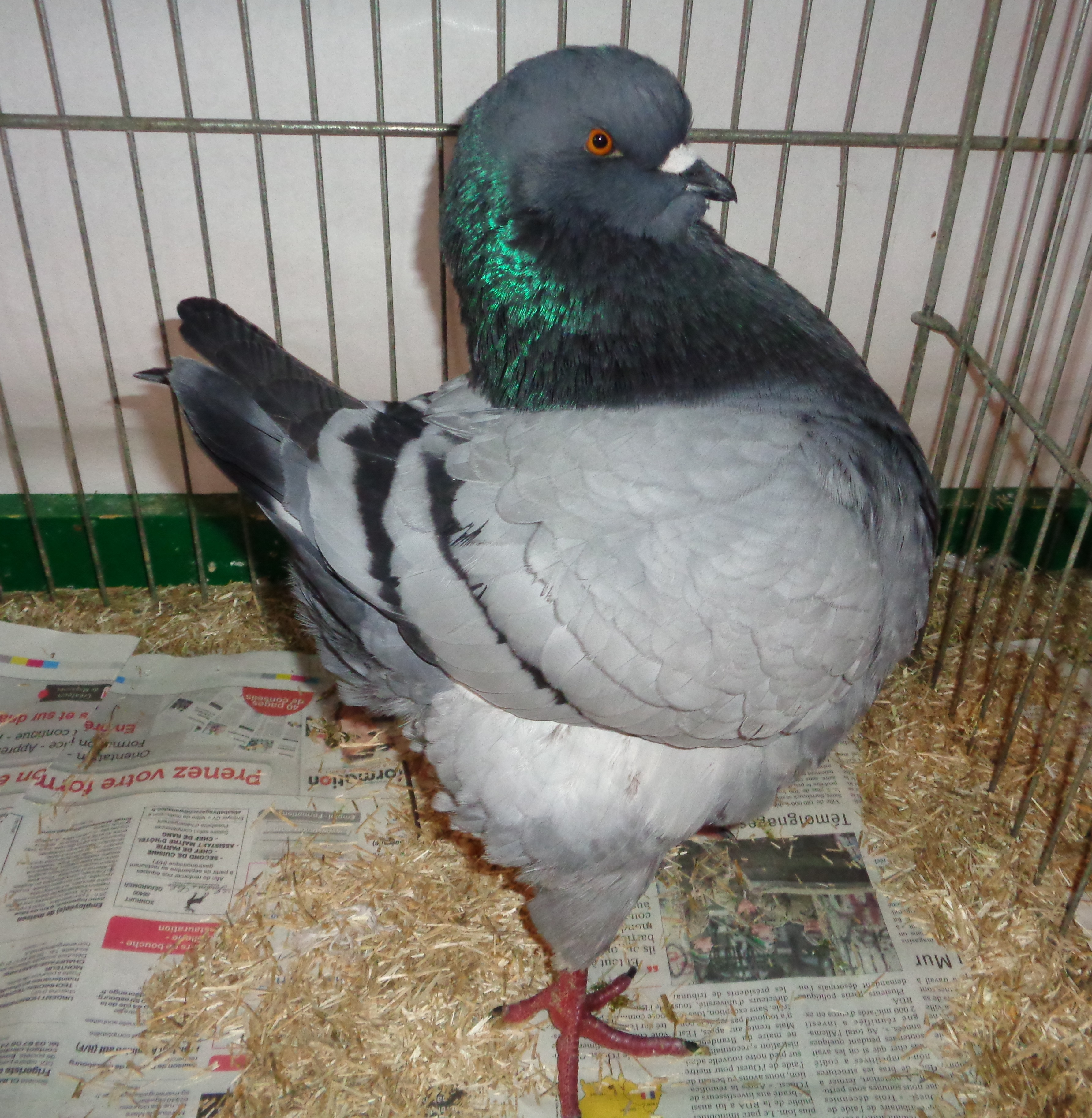
King bleu barré

## Élevage
La race est élevée pour deux raisons : la production de viande et comme oiseau d'ornement.
Le King est connue pour sa grande taille et son aptitude à la production de pigeonneaux. La croissance rapide des jeunes en a fait une race très utilisée dans les élevages semi-industriels américains dans les années 1920. Ce King « de production » ne suit aucun standard, le but étant d'obtenir des animaux lourds de grande taille.
Pour les oiseaux d'exposition, nommé Show King par les Américains, le standard de la race est créé en 1915 au même moment que la création de l'American White King Association. Les premiers oiseaux exposés sont de couleur blanche. Au fil du temps de nouvelles couleurs sont ajoutées au standard. La première est le gris en 1921. Cette même année, l'organisme gérant le registre se renomme American King Association.

## Croisement
Dans les années 1950, au Texas, des Kings autosexables sont croisés avec des Mondains pour créer une nouvelle race : le Texan. Appartenant au groupe des pigeons de forme, cette nouvelle race a pour but d'obtenir de gros pigeonneaux.